# Микита Гайдай
«Микита Гайдай» (рос. «Никита Гайдай») — недописана драма Тараса Шевченка, що дійшла до нас у фрагментарному вигляді.

## Історія
«Никита Гайдай» був написав до Г. Квітки-Основ'яненка наприкінці 1840 року — не пізніше перших чисел грудня 1841 (лист не зберігся, точна дата його невідома). Текст її крім уривка з третьої дії, опублікованого за життя поета в журналі «Маяк» (1842, № 9) і вдруге, з деякими відмінами, — в журналі «Киевская старина» (1887, № 10), не зберігся. У листі до Г. Квітки-Основ'яненка 8.12.1841 Шевченко повідомив, що «перемайстрував її» в драму «Невеста». Таким чином «Никита Гайдай» існує тільки у вигляді цього фрагмента III дії, а спроба Шевченка продовжити чи переробити її — у драмі «Невеста» — також не збереглася цілком. Вчені зазначають, що єдині драматичні твори Шевченка, що дійшли до нас, — це «Назар Стодоля» (1843) і цей уривок «Никиты Гайдая»; все інше (включно з п'єсою «Невеста») загублене.

## Зв'язок із драмою «Невеста»
Драма «Невеста», згадана Шевченком, є фактично переробкою «Никиты Гайдая». У науковій літературі зауважують, що частина п'єси «Невеста» збереглася у вигляді «Пісні караульного біля тюрми» — народної пісні-ляльки у прозі, якою Шевченко заповнив сюжет («Nevesta» означає «Наречена»). Наприклад, у «Лабораторії фантастики» зазначено, що фрагмент «Песня караульного у тюрьмы» походить із драми «Невеста». У цій лямбіці описана історія вдови, чиї дії вірша відповідають мотивам кохання й полону, близьким за духом «Никиті Гайдаю». Однак сама «Невеста», як драматичний твір цілком не збереглася — від неї дійшов лише цей уривок-пісня.

## Сюжет і його реконструкція
Оскільки повний текст втрачено, сюжет «Никиты Гайдая» реконструють за збереженим фрагментом III дії та контекстними натяками. Відомо, що дія відбувається в часи Богдана Хмельницького. Головний герой — запорожець-сотник Микита Гайдай із козацької Січі. Його наречена Мар'яна хвилюється через те, що весілля відтерміноване через «якісь інтриги». У початкових кадрах фрагмента Мар'яна самотньо чекає на Микиту, переживаючи: «Правду матушка сказала, что козаки все такие недобрые… Уехал, ему и горя мало, а еще жених! Что же будет после?..». Коли чоловік повертається, він приніс із собою гетьманські грамоти, проте одразу йде «дуже далеко» — як пізнаємо, на виїзд до польського короля Володислава. Діалоги й монологи у фрагменті дають змогу відновити ситуацію. Катерина (мати Мар'яни) дізнається від Микити про гетьманський наказ: він має доставити документи, «зашивши» їх у шапку, оскільки вирушає посланцем гетьмана до короля Польського.
Прощаючись, Мар'яна не може повірити, що Микита серйозний: «Еду, и далеко», — відповідає він їй. У кінці фрагмента Микита вимовляє довгий монолог-поклін Україні, сумуючи з приводу згасання козацької слави. Він виголошує, наприклад:
«Козак в неволе изнывает, и поле славы поросло травой негодной… умирает и звук, и память о былом!»
У цих словах — основний драматичний зміст: Микита рішуче налаштований відновити козацьку волю («запоем мы песню славы на пепелище роковом, мы цепь неволи разорвем…»), але опинився між обов'язком (гетьманським наказом) і особистим щастям (нареченою). Уривок завершується тим, що Мар'яна і Катерина приносять викроєну шапку зі згортками: 
«Что вы так долго с ними делали?» — питає Микита, але продовження історії, очевидно, не вціліло.
Отже, за сучасними уявленнями, драма «Никита Гайдай» зображує трагедію кохання на тлі історичних подій Хмельниччини. Наречення Мар'яни і Микити Гайдая ускладнене гетьманськими інтригами і війною: герою доводиться їхати по дипломатичне доручення, залишаючи кохану на порозі шлюбу. У розмовах і монологах простежується тема пожертвування особистим заради долі Вітчизни.